# Nord-1
Il Nord-1 è stato il primo minicomputer prodotto dal Norsk Data ed il primo sistema commerciale prodotto
in Norvegia.
Era un sistema a 16 bit sviluppato nel 1967 a partire da due altri sistemi chiamati Simulation for Automatic Machinery (SAM).
Il primo esemplare di Nord-1 (con numero seriale 2) installato era il cuore che controllava completamente una nave cargo giapponese
di nome MS Taimyr. Tale sistema controllava infatti tra l'altro il ponte, la potenza dei motori e, per la prima volta, 
il radar anticollisione.
Il sistema si dimostrò affidabile per il suo tempo.
Fu inoltre probabilmente il primo minicomputer ad essere dotato di serie di un'Unità di calcolo in virgola mobile (floating point) ed aveva un largo numero di registri per l'epoca. Era dotato poi di indirizzamento relativo, ed era supportata opzionalmente la memoria virtuale a partire dal 1969.
Il modello Nord-1 è ben preservato. Delle 60 macchine prodotte rimangono le ultime 10 incluse quelle con seriali 2, 4 e 5.
Gli succedette il modello Nord-10.